# Алексус, Аджиона
Аджиона Алексус Браун (род. 16 марта 1996, Таскиги, Алабама) — американская актриса, известная по ролям в «Шоу Рикки Смайли», «Империи», «13 причинах почему», «Едкости» и «Взломе».

## Ранняя жизнь
Аджиона родилась 16 марта 1996 года в Таскиги, штат Алабама. Изучала театральное искусство в Школе изящных искусств Алабамы. Она начала карьеру в 2008 году в возрасте 12 лет.

## Фильмография

### Кино
| Год  | Название на русском    | Оригинальное название | Роль               |
| ---- | ---------------------- | --------------------- | ------------------ |
| 2014 | Непроизносимые слова   | Unspoken Words        | Тайра              |
| 2015 | Cыновья 2: Могила      | Sons 2: The Grave     | Шона Уилсон        |
| 2015 | Моя первая любовь      | My First Love         | Ноэль              |
| 2016 | Плохая девчонка        | Bad Girl              | Рут Куинн Робинсон |
| 2017 | Что-то похожее на лето | Something like summer | Элисон Кросс       |
| 2018 | Семейная кровь         | Family blood          | Мэган              |
| 2018 | Раздражительность      | Acrimony              | Юная Мелинда Мур   |
| 2018 | Взлом                  | Breaking in           | Жасмин Рассел      |

| Год       | Название на русском | Оригинальное название  | Роль                      | Примечания                                                  |
| --------- | ------------------- | ---------------------- | ------------------------- | ----------------------------------------------------------- |
| 2012-2014 | Шоу Рикки Смайли    | The Rickey Smiely Show | Де’Анна                   | Главная роль, 24 эпизода                                    |
| 2013      | Путь Челси          | Chelsea’s Way          | Челси Мэйсон              | Мини-сериал                                                 |
| 2015      | Анатомия страсти    | Grey’s Anatomy         | Марисса МакКей            | 1 эпизод                                                    |
| 2015      | Реанимация          | Code Black             | Киша Платт                | 1 эпизод                                                    |
| 2016-2019 | Империя             | Empire                 | Подростковое печенье Лион | Второстепенная роль, 11 эпизодов                            |
| 2017-2018 | 13 причин почему    | 13 Reasons Why         | Шери Холланд              | Второстепенная роль, 18 эпизодов                            |
| 2018-2019 | Легкий как перышко  | Light as a Feather     | Кэндис Престон            | Главная роль (1 сезон), приглашённая актриса (второй сезон) |
| 2018      | Беглецы             | Runaways               | Ливви                     | Второстепенная роль, 6 эпизодов                             |

## Дискография

### Синглы
| Год  | Сингл  | Aльбом |
| ---- | ------ | ------ |
| 2020 | «Body» | н/д    |